# تصفيات بطولة أمم أوروبا 2016 المجموعة ر

تظهر هذه الصفحة ترتيب ونتائج المجموعة E من مسابقة تصفيات بطولة أمم أوروبا لكرة القدم 2016.

## الترتيب
| م | الفريق     | لعب | ف  | ت | خ | أ.له | أ.ع | أ.ف | نقاط | التأهل                     |     | إنجلترا | سويسرا | سلوفينيا | إستونيا | ليتوانيا | سان مارينو |
| - | ---------- | --- | -- | - | - | ---- | --- | --- | ---- | -------------------------- | --- | ------- | ------ | -------- | ------- | -------- | ---------- |
| 1 | إنجلترا    | 10  | 10 | 0 | 0 | 31   | 3   | +28 | 30   | تأهل إلى المسابقة النهائية |     | —       | 2–0    | 3–1      | 2–0     | 4–0      | 5–0        |
| 2 | سويسرا     | 10  | 7  | 0 | 3 | 24   | 8   | +16 | 21   | تأهل إلى المسابقة النهائية |     | 0–2     | —      | 3–2      | 3–0     | 4–0      | 7–0        |
| 3 | سلوفينيا   | 10  | 5  | 1 | 4 | 18   | 11  | +7  | 16   | تقدم إلى الملحق            |     | 2–3     | 1–0    | —        | 1–0     | 1–1      | 6–0        |
| 4 | إستونيا    | 10  | 3  | 1 | 6 | 4    | 9   | −5  | 10   |                            |     | 0–1     | 0–1    | 1–0      | —       | 1–0      | 2–0        |
| 5 | ليتوانيا   | 10  | 3  | 1 | 6 | 7    | 18  | −11 | 10   |                            | 0–3 | 1–2     | 0–2    | 1–0      | —       | 2–1      |            |
| 6 | سان مارينو | 10  | 0  | 1 | 9 | 1    | 36  | −35 | 1    |                            | 0–6 | 0–4     | 0–2    | 0–0      | 0–2     | —        |            |

## المباريات
أصدر اليويفا جدول المباريات تزامناً مع يوم انعقاد القرعة في 23 فبراير 2014 في نيس.
| إستونيا       | 1–0   | سلوفينيا |
| ------------- | ----- | -------- |
| اتس بوريي 86' | تقرير |          |

| سان مارينو | 0–2   | ليتوانيا                                 |
| ---------- | ----- | ---------------------------------------- |
|            | تقرير | Matulevičius 5' · أرفيداس نوفايكوفاس 36' |

| سويسرا | 0–2   | إنجلترا                |
| ------ | ----- | ---------------------- |
|        | تقرير | داني ويلبيك 58'، 90+4' |

| إنجلترا | 5–0   | سان مارينو |
| --- | ----- | ---------- |
| فيل جاغيلكا 25' · واين روني 43' (ركلة.) · داني ويلبيك 49' · أندروس تاونسيند 72' · أليساندرو ديلا فالي 78' (ضد.) | تقرير |            |

| ليتوانيا               | 1–0   | إستونيا |
| ---------------------- | ----- | ------- |
| ساوليوس ميكوليوناس 76' | تقرير |         |

| سلوفينيا                       | 1–0   | سويسرا |
| ------------------------------ | ----- | ------ |
| ميليفوي نوفاكوفيتش 79' (ركلة.) | تقرير |        |

| إستونيا | 0–1   | إنجلترا       |
| ------- | ----- | ------------- |
|         | تقرير | واين روني 74' |

| ليتوانيا | 0–2   | سلوفينيا                    |
| -------- | ----- | --------------------------- |
|          | تقرير | ميليفوي نوفاكوفيتش 33'، 37' |

| سان مارينو | 0–4   | سويسرا                                                              |
| ---------- | ----- | ------------------------------------------------------------------- |
|            | تقرير | هاريس سيفيروفيتش 10'، 23' · بليريم دزيمايلي 30' · شيردان شاقيري 79' |

| إنجلترا                                      | 3–1   | سلوفينيا                  |
| -------------------------------------------- | ----- | ------------------------- |
| واين روني 59' (ركلة.) · داني ويلبيك 66'، 72' | تقرير | جوردان هيندرسون 58' (ضد.) |

| سان مارينو | 0–0   | إستونيا |
| ---------- | ----- | ------- |
|            | تقرير |         |

| سويسرا                                                                     | 4–0   | ليتوانيا |
| -------------------------------------------------------------------------- | ----- | -------- |
| جايدرايوس ارلايوسكايس 66' (ضد.) · فابيان شاير 68' · شيردان شاقيري 80'، 90' | تقرير |          |

| إنجلترا                                                           | 4–0   | ليتوانيا |
| ----------------------------------------------------------------- | ----- | -------- |
| واين روني 6' · داني ويلبيك 45' · رحيم ستيرلينغ 58' · هاري كين 73' | تقرير |          |

| سلوفينيا | 6–0   | سان مارينو |
| --- | ----- | ---------- |
| جوسيب إليتشيتش 10' · كيفن كامبل 49' · Struna 50' · ميليفوي نوفاكوفيتش 52' · Lazarević 73' · برانكو إليتش 88' | تقرير |            |

| سويسرا                                                   | 3–0   | إستونيا |
| -------------------------------------------------------- | ----- | ------- |
| فابيان شاير 17' · جرانيت شاكا 27' · هاريس سيفيروفيتش 80' | تقرير |         |

| إستونيا               | 2–0   | سان مارينو |
| --------------------- | ----- | ---------- |
| سيرغي زينيوف 35'، 63' | تقرير |            |

| سلوفينيا                                   | 2–3   | إنجلترا                             |
| ------------------------------------------ | ----- | ----------------------------------- |
| ميليفوي نوفاكوفيتش 37' · نييتش بيتشنيك 84' | تقرير | جاك ويلشير 57'، 73' · واين روني 86' |

| ليتوانيا    | 1–2   | سويسرا                               |
| ----------- | ----- | ------------------------------------ |
| Černych 64' | تقرير | يوسيب درميتش 69' · شيردان شاقيري 84' |

| إستونيا                 | 1–0   | ليتوانيا |
| ----------------------- | ----- | -------- |
| كونستانتين فاسيلييف 71' | تقرير |          |

| سان مارينو | 0–6   | إنجلترا                                                                                        |
| ---------- | ----- | ---------------------------------------------------------------------------------------------- |
|            | تقرير | واين روني 13' (ركلة.) · Brolli 30' (ضد.) · روس باركلي 46' · ثيو والكوت 68'، 78' · هاري كين 77' |

| سويسرا                                      | 3–2   | سلوفينيا                                   |
| ------------------------------------------- | ----- | ------------------------------------------ |
| يوسيب درميتش 80'، 90+4' · فالنتين شتوكر 84' | تقرير | ميليفوي نوفاكوفيتش 45' · بوشتيان سيزار 48' |

| إنجلترا                              | 2–0   | سويسرا |
| ------------------------------------ | ----- | ------ |
| هاري كين 67' · واين روني 84' (ركلة.) | تقرير |        |

| ليتوانيا                         | 2–1   | سان مارينو      |
| -------------------------------- | ----- | --------------- |
| Černych 7' · لوكاس سبالفيس 90+2' | تقرير | M. Vitaioli 55' |

| سلوفينيا         | 1–0   | إستونيا |
| ---------------- | ----- | ------- |
| روبرت بيريتش 63' | تقرير |         |

| إنجلترا                            | 2–0   | إستونيا |
| ---------------------------------- | ----- | ------- |
| ثيو والكوت 45' · رحيم ستيرلينغ 85' | تقرير |         |

| سلوفينيا                  | 1–1   | ليتوانيا                       |
| ------------------------- | ----- | ------------------------------ |
| فالتر بيرسا 45+1' (ركلة.) | تقرير | أرفيداس نوفايكوفاس 79' (ركلة.) |

| سويسرا | 7–0   | سان مارينو |
| --- | ----- | ---------- |
| ميشيل لانج 17' · غوخان إينلر 55' (ركلة.) · أدمير محمدي 65' · يوهان دجورو 72' (ركلة.) · باجتيم قسامي 75' · بريل إمبولو 80' (ركلة.) · إرين دردييوك 89' | تقرير |            |

| إستونيا | 0–1   | سويسرا                    |
| ------- | ----- | ------------------------- |
|         | تقرير | راجنار كلافان 90+4' (ضد.) |

| ليتوانيا | 0–3   | إنجلترا                                                                        |
| -------- | ----- | ------------------------------------------------------------------------------ |
|          | تقرير | روس باركلي 29' · جايدرايوس ارلايوسكايس 35' (ضد.) · أليكس أوكسلاد-تشامبرلين 62' |

| سان مارينو | 0–2   | سلوفينيا                              |
| ---------- | ----- | ------------------------------------- |
|            | تقرير | بوشتيان سيزار 54' · نييتش بيتشنيك 75' |

## روابط خارجية
- مرحلة تصفيات بطولة أمم أوروبا لكرة القدم 2016 مجموعة E